# 江嶋康光
江嶋 康光（えしま やすみつ、1957年7月6日 - ）は、福岡県を登録地としていた競輪選手。日本競輪学校第39期生。師匠は永田種昭（14期）。

## 来歴
1977年5月1日、ホームバンクだった久留米競輪場でデビューし、初勝利を挙げた。
1978年、全日本新人王戦（小倉競輪場）決勝6着。
1980年、日本選手権競輪（前橋競輪場）決勝9着、同年全日本競輪王戦（小倉）決勝6着。
1991年、日本選手権競輪（一宮競輪場）決勝3着。
2002年3月7日、松山競輪場で通算300勝を達成。
2004年7月29日、一宮競輪場で行われたS級決勝戦で優勝し、当時のS級最年長優勝を果たした。
2009年9月17日、選手登録削除。通算戦績2372戦379勝。通算優勝回数38。